# Circuito di Pedralbes
Il circuito di Pedralbes era un circuito automobilistico cittadino disegnato all'interno dell'omonimo quartiere sito nella città di Barcellona. Ha ospitato due edizioni del Gran Premio di Spagna di Formula 1 (nel 1951 e nel 1954), oltre anche a diverse gare di motociclismo. 

## Storia
La pista misurava 6.316 metri ed era caratterizzata da lunghi rettilinei; la partenza si trovava su Avenida del Generalíssimo Franco (oggi Avenida Diagonal), poi si svoltava sulla Carretera de Cornella a Fogars de Tordera (oggi Avenida de Esplugues), sulla Avenida de la Victoria (oggi Avenida de Pedralbes), sul Paseo de Manuel Girona ed infine sul Calle de Numancia. A causa del disastro di Le Mans del 1955, portò un inasprimento sulle misure di sicurezza a Pedralbes, portandolo alla chiusura definitiva. Il Gran Premio di Spagna e tutte le altre competizioni motoristiche vennero così spostate altrove, alternandosi fra il Circuito del Montjuïc e quello di Jarama fino al 1981.